# Grande Prêmio do Oeste dos Estados Unidos de 1977
Resultados do Grande Prêmio do Oeste dos Estados Unidos de Fórmula 1 realizado em Long Beach em 3 de abril de 1977. Quarta etapa da temporada, nele o vencedor foi o norte-americano Mario Andretti, da Lotus-Ford.

## Resumo
Única vitória de Mario Andretti como piloto de Fórmula 1 em seu próprio país.

## Classificação da prova
| Pos. | Nº | Piloto             | Construtor         | Voltas | Tempo/Diferença        | Grid | Pontos |
| ---- | -- | ------------------ | ------------------ | ------ | ---------------------- | ---- | ------ |
| 1    | 5  | Mario Andretti     | Lotus-Ford         | 80     | 1:51:35.470            | 2    | 9      |
| 2    | 11 | Niki Lauda         | Ferrari            | 80     | + 0.773                | 1    | 6      |
| 3    | 20 | Jody Scheckter     | Wolf-Ford          | 80     | + 4.857                | 3    | 4      |
| 4    | 4  | Patrick Depailler  | Tyrrell-Ford       | 80     | + 1:14.487             | 12   | 3      |
| 5    | 28 | Emerson Fittipaldi | Fittipaldi-Ford    | 80     | + 1:20.908             | 7    | 2      |
| 6    | 34 | Jean-Pierre Jarier | Penske-Ford        | 79     | + 1 volta              | 9    | 1      |
| 7    | 1  | James Hunt         | McLaren-Ford       | 79     | + 1 volta              | 8    |        |
| 8    | 6  | Gunnar Nilsson     | Lotus-Ford         | 79     | + 1 volta              | 16   |        |
| 9    | 26 | Jacques Laffite    | Ligier-Matra       | 78     | Pane elétrica          | 5    |        |
| 10   | 10 | Brian Henton       | March-Ford         | 77     | + 3 voltas             | 18   |        |
| 11   | 18 | Hans Binder        | Surtees-Ford       | 77     | + 3 voltas             | 19   |        |
| Ret  | 3  | Ronnie Peterson    | Tyrrell-Ford       | 62     | Sistema de combustível | 10   |        |
| Ret  | 22 | Clay Regazzoni     | Ensign-Ford        | 57     | Câmbio                 | 13   |        |
| Ret  | 8  | Hans-Joachim Stuck | Brabham-Alfa Romeo | 53     | Freios                 | 17   |        |
| Ret  | 17 | Alan Jones         | Shadow-Ford        | 40     | Câmbio                 | 14   |        |
| Ret  | 2  | Jochen Mass        | McLaren-Ford       | 39     | Handling               | 15   |        |
| DSQ  | 7  | John Watson        | Brabham-Alfa Romeo | 33     | Queimou a largada      | 6    |        |
| Ret  | 16 | Renzo Zorzi        | Shadow-Ford        | 27     | Câmbio                 | 20   |        |
| Ret  | 9  | Alex Dias Ribeiro  | March-Ford         | 15     | Câmbio                 | 22   |        |
| Ret  | 12 | Carlos Reutemann   | Ferrari            | 5      | Acidente               | 4    |        |
| Ret  | 30 | Brett Lunger       | March-Ford         | 4      | Acidente               | 21   |        |
| Ret  | 19 | Vittorio Brambilla | Surtees-Ford       | 0      | Acidente               | 11   |        |

## Tabela do campeonato após a corrida
| Pos. | Piloto           | Pontos |
| ---- | ---------------- | ------ |
| 1    | Jody Scheckter   | 19     |
| 2    | Niki Lauda       | 19     |
| 3    | Carlos Reutemann | 13     |
| 4    | Mario Andretti   | 11     |
| 5    | James Hunt       | 9      |

| Pos. | Construtor      | Pontos |
| ---- | --------------- | ------ |
| 1    | Ferrari         | 28     |
| 2    | Wolf-Ford       | 19     |
| 3    | Lotus-Ford      | 13     |
| 4    | McLaren-Ford    | 9      |
| 5    | Fittipaldi-Ford | 8      |

- Nota: Somente as primeiras cinco posições estão listadas. As dezessete etapas de 1977 foram divididas em um bloco de nove e outro de oito corridas onde cada piloto descartava um resultado por bloco e no mundial de construtores computava-se apenas o melhor resultado de cada equipe por prova.